# Tagalowie
Tagalowie – lud filipiński stanowiący dominującą grupę ludności w Manili, we wszystkich prowincjach graniczących z Zatoką Manilską (oprócz prowincji Pampanga) oraz w prowincjach Nueva Ecija, Batangas, Laguna, Marinduque, Mindoro i Quezon. Ich liczebność wynosi 24 mln (pocz. XXI w.).
W większości wyznają katolicyzm; są wśród nich także protestanci. Jednocześnie w życiu codziennym utrzymują się elementy rodzimych wierzeń animistycznych. Posługują się językiem tagalskim z wielkiej rodziny austronezyjskiej; w użyciu jest także język angielski. Wykształcili piśmiennictwo na bazie alfabetu łacińskiego. Ich mowa ojczysta stała się podstawą filipińskiego języka narodowego.
Są uważani za jeden z najbardziej rozwiniętych gospodarczo i kulturowo ludów regionu; Tagalowie odegrali znaczącą rolę w historii politycznej Filipin.
Uprawiają ryż i rośliny przemysłowe. Rozwinęli rzemiosło, zwłaszcza hafciarstwo, nawiązujące do wzorów hiszpańskich. Znaczna część Tagalów żyje w miastach. Wiejska struktura społeczna obejmuje podział na szlachtę i plebs. Tradycyjne potrawy składają się z ryżu, ryb, mięsa. System pokrewieństwa ma charakter bilateralny. Małżeństwo neolokalne lub bilokalne.